# Marián Sluka
Marián Sluka (Nagykürtös, 1979. július 22. –) szlovák labdarúgó, edző.
Pályafutását Rimaszombatban kezdte, ahonnan 2005-ben a lett Skonto Rigához került. 2007-ben igazolt vissza Szlovákiába, ahol egy évig az FC Senec csapatában játszott.
2008. július 10-én 3 évre szóló szerződést írt alá a ZTE FC együtteséhez.
Első mérkőzésén a Kecskeméti TE ellen a játékvezető kiállította, első fokon két mérkőzésre szóló eltiltást kapott. Klubja azonban fellebbezett a büntetés mérsékléséért, aminek helyt is adott a Fegyelmi Bizottság - a videófelvétel megtekintése után eltiltását egy mérkőzésre csökkentették, így Supka Attila rendelkezésére állhatott a 4. fordulóban a Kaposvár ellen.
A 2009–2010-es idényben a Nemzeti Sport téli játékosértékelésekor a legjobb jobb oldali középpályásnak választotta. 2010. június 30-án lejárt a szerződése a ZTE-nél, amelyet nem hosszabbított meg, így szabadon igazolhatóvá vált.
2020 júniusában a Szentlőrinc SE edzője lett. Erről a posztjáról 2022 májusában lemondott. Hivatalosan 2022. október 11. óta a Dorogi FC vezetőedzője. 2023-ban a csapata kiesett az NB II-ből. A szezon végén Sluka távozott Dorogról.

## Sikerei, díjai
- Szlovák másodosztály, bajnoki cím, 2003
- Lett bajnoki ezüstérem 2005, bajnoki bronzérem 2006

ZTE
- Magyarkupa-döntős: 2010